# Oleg Shamayev
Oleg Shamayev (ur. 2 sierpnia 1982 w Chirchiku) – uzbecki narciarz alpejski, wicemistrz Kazachstanu, olimpijczyk.
Shamayev raz startował na igrzyskach olimpijskich. Jego najlepszym wynikiem na zawodach tej rangi jest 42. lokata w slalomie podczas Zimowych Igrzysk Olimpijskich 2010 w kanadyjskim Vancouver.
Nie brał udziału na mistrzostwach świata.
W Pucharze Świata jeszcze nie zadebiutował.

## Osiągnięcia

### Zimowe igrzyska olimpijskie
| Igrzyska      | Konkurencja | Czas    | Lokata | Zwycięzca        |
| ------------- | ----------- | ------- | ------ | ---------------- |
| Whistler 2010 | Gigant      | 3:09.18 | 77.    | Carlo Janka      |
| Whistler 2010 | Slalom      | 1:58.05 | 42.    | Giuliano Razzoli |